# Josip Barić
Josip Barić  (Split, 2 juli 1994) is een Nederlands voetballer, in 2015 uitkomend voor FC Emmen. Op 7 augustus 2015 maakte hij zijn debuut in het betaalde voetbal door in te vallen voor Sander Rozema tijdens de wedstrijd FC Oss - FC Emmen (0-3).

## Statistieken betaald voetbal
| Seizoen | Club     | Competitie     | Competitie | Competitie | Beker | Beker | Overig | Overig |
| Seizoen | Club     | Competitie     | Wed.       | Dlp.       | Wed.  | Dlp.  | Wed.   | Dlp.   |
| ------- | -------- | -------------- | ---------- | ---------- | ----- | ----- | ------ | ------ |
| 2015/16 | FC Emmen | Eerste divisie | 3          | 0          | 1     | 0     | 0      | 0      |
| 2016/17 | FC Emmen | Eerste divisie | 0          | 0          | 0     | 0     | 0      | 0      |